# Бобр (річка)
Бобр, (біл. Бобр) — річка у північно-східній Білорусі на території Толочицького району Вітебської області та Крупського і Борисовського районів Мінської області, ліва притока річки Березини (басейн Дніпра). Належить до водного басейну Чорного моря.

## Географія
Річка починає свій витік на південних схилах Оршанської височини, за 1,5 км на північний схід від села Рафолове Толочицького району, тече в південно-західному напрямку по території Крупського та Борисовського районів — Центральноберезинською рівниною, і на південно-західній околиці села Чернівка (Борисовський район) впадає у річку Березину за 357 км від її гирла, праву притоку Дніпра. Довжина річки — 124 км, площа басейну — 2 190 км². Водозбір асиметричний, сладної форми, сильно разширений в средній течії, рівномірно порослий лісом по всій площі. Найбільші болота розташовані у бассейнах річок Начи та Можи і безпосередньо у нижній течії рвчки Бобр. Середньорічна витрата води у гирлі — 14,9 м³/с, максимальна (у повінь) — до 540 м³/с. Середня швидкість течії — 0,3 м/с. Абсолютне падіння річки (від витоку до гирла) — 69,4 м. Середній похил водної паверхні — 0,56‰.
Долина трапецієподібна, шириною 1-2 км. Заплава нерівна, місцями заболочена, шириною 300–500 м. Русло звивисте, вільно меандрує, ширина в межень 6-25 м, у гирлі близько 40 м. Береги круті, місцями обривисті.
Замерзає в середині грудня, льодохід в середині березня. Живлення річки змішане, переважно снігове. На берегах поселення бобрів. У заплаві меліоративні канали.

## Притоки
Річка Бобр на своєму шляху приймає воду кількох десятків різноманітних приток: річок, каналів та струмків. Найбільші із них (від витоку до гирла):
| Назва притоки | Довжина,(км)  | Площа водозбірного басейну,(км²) | Середній похил русла,(м/км) | Витрата води,(м³/с) |
| праві притоки | праві притоки | праві притоки                    | праві притоки               | праві притоки       |
| ------------- | ------------- | -------------------------------- | --------------------------- | ------------------- |
| Нача          | 80            | 526                              | 0,5                         | 3,6                 |
| ліві притоки  |               |                                  |                             |                     |
| Осока         | 17            | 92                               | 1,1                         | .                   |
| Пліса         | 24            | 179                              | 1,0                         | .                   |
| Єленка        | 38            | 170                              | 0,9                         | .                   |
| Можа          | 77            | 530                              | 0,4                         | 3,4                 |

## Населенні пункти
На берегах річки розташовані такі найбільші населенні пункти (від витоку до гирла): села Рафолове, Обчуга, Слобода, смт. Бобр, селище Бобр, місто Крупки, села Видриця, Велике Городно, Велятичі, Клипенка, Лавниця, Чернівка.